# ¡Que viva la música!
Es una novela del escritor  vallecaucano Andrés Caicedo (1951-1977), en la que el autor logra destacarse novedosamente dentro de la literatura colombiana de los años 1970. El joven autor muestra gran influencia por parte de autores como Julio Cortázar, Edgar Allan Poe, Mario Vargas Llosa y Manuel Mejía Vallejo, de este último, en particular, su novela Aire de Tango (1973), por su narración musical paralela, que Caicedo réplica a su manera en esta obra. Andrés Caicedo muestra en su novela una cruda y devastadora realidad que sumerge al lector en las andanzas, aventuras y desventuras de María del Carmen Huerta, una adolescente de la alta sociedad de Cali que deja la vida común a la que está acostumbrada, para meterse en el mundo de la rumba, la música y las drogas. La novela está dividida en dos partes, la primera marcada por la música rock, en particular por los Rolling Stones y la vida en la clase alta caleña, y la segunda marcada por la música salsa y el descenso a los barrios bajos de Cali.
¡Que viva la música! es una novela de iniciación. Es la invitación a una fiesta sin sosiego, donde su protagonista dejará que el mundo baje hasta el pozo sin fondo de sus propios excesos. Pero con felicidad. Con absoluta dicha. Hay un pacto secreto con la muerte en esta danza de María del Carmen Huerta, la rubia protagonista de estas páginas. Pero es la muerte dulce de las celebraciones: el paisaje, los afectos, la noche, la niñez que huye, la adolescencia triunfal, el rock and roll, los Rolling Stones, la salsa, Richie Ray, Bobby Cruz, las drogas, Cali (o Kali, según la ortografía del narrador). Es, así mismo, una iniciación al descubrimiento de una ciudad colombiana que comienza por el cielo del Norte, con su avenida Sexta, su parque Versalles y sus parajes mágicos, hasta llegar al infierno del Sur con su caseta Panamericana, su río Pance, sus barrios más allá de Miraflores, su cordillera de los Andes alada y los refugios de la salsa y el sexo en los límites finales de la calle 15. 
El primer ejemplar es publicado el 4 de marzo de 1977 y ese mismo día el autor se suicida ingiriendo 60 pastillas de secobarbital. La novela fue publicada por Colcultura. 

## Traducciones
La primera traducción a otro idioma que se hizo de la obra fue al alemán en el año 1997 publicada por el Hammer Verlag bajo el título "Salsavida" por el traductor Klaus D. Hebenstreit.
La obra fue traducida al francés bajo el título Que viva la música! (Sin el signo de admiración de apertura) en 2012 por Ediciones Belfond, el encargado de traducirla al idioma galo fue Bernard Cohen.
En 2014 la novela fue traducida al inglés por Frank Wynne y publicada por la editorial Penguin dentro de su colección Modern Classics.

## Adaptación al cine
En 2015 se estrenó la película ¡Que viva la música! inspirada en la novela homónima, dirigida por Carlos Moreno.